# Phân cấp hành chính Maldives

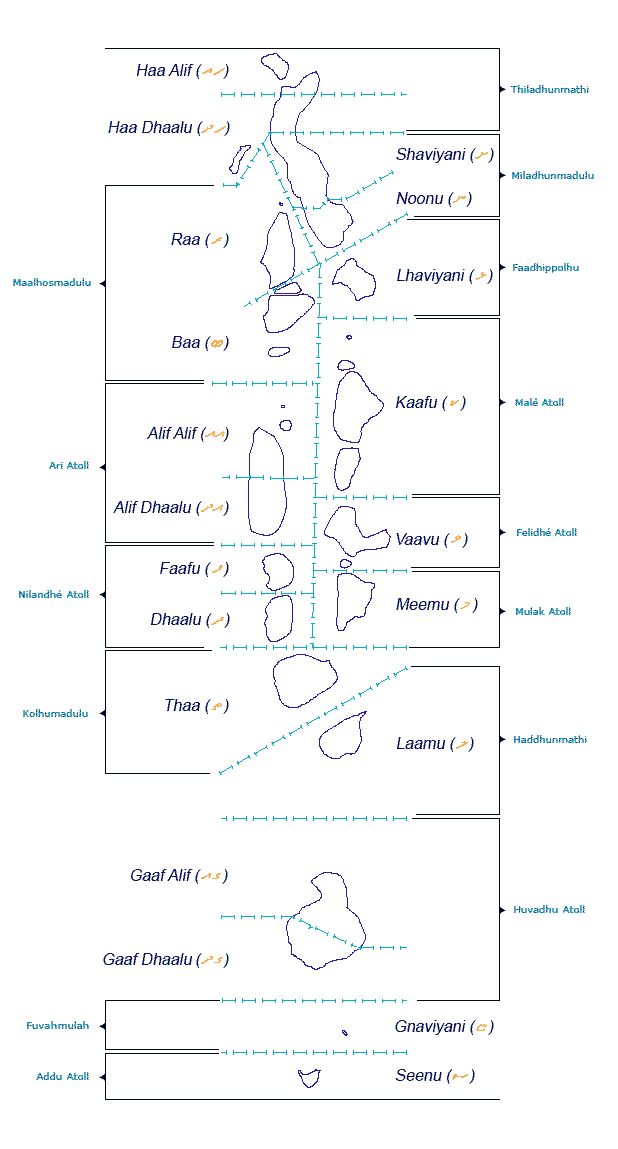
Mỗi rạn san hô vòng hành chính được đánh dấu, cùng với chữ thaana được sử dụng để nhận dạng các rạn san hô vòng.

Phân cấp hành chính Maldives bao gồm các đơn vị chính quyền khác nhau tại Maldives. Theo Đạo luật phân quyền năm 2010, các đơn vị hành chính của Maldives bao gồm các rạn san hô vòng, đảo và thành phố; mỗi đơn vị có hội đồng địa phương của mình, theo các điều khoản tự quản cơ bản. Về mặt địa lý, Maldives được hình thành từ các rạn san hô vòng tự nhiên cùng với một vài đảo và ám tiêu cô lập, hình thành một mô hình từ bắc xuống nam. Về mặt hành chính, hiện có 189 đảo, 19 rạn san hô vòng và hai thành phố tại Maldives.

## Bối cảnh
Dưới thời chế độ Maumoon Abdul Gayyoom, phân cấp hành chính gồm có 20 rạn san hô vòng hành chính, tất cả đều nằm dưới quyền kiểm soát của chính phủ trung ương tại Malé.
Năm 2008, nhằm mục đích phân quyền, chính phủ của Nasheed phân chia đảo quốc thành bảy tỉnh. Đây là lần đầu tiên quyền lực cai trị được chuyển ra khỏi thủ đô Malé kể từ năm 1117. Tuy nhiên, dự luật do chính phủ đệ trình bị nghị viện bác bỏ, họ sửa đổi dự luật nhằm hạn chế phân quyền. Dự luật cuối cùng được thông qua, với bảy tỉnh:
- Tỉnh Trung (gồm các rạn san hô vòng Dhaalu, Faafu và Meemu; thủ phủ là Kudahuvadhoo)
- Tỉnh Bắc (gồm các rạn san hô vòng Baa, Lhaviyani, Noonu và Raa; thủ phủ là Felivaru)
- Tỉnh Bắc Trung (gồm các rạn san hô vòng Alif Alif, Alif Dhaal, Kaafu và Vaavu Atolls, thành phố Malé; thủ phủ là Maafushi)
- Tỉnh Nam (gồm các rạn san hô vòng Gnaviyani và thành phố Addu City; thủ phủ là Hithadhoo)
- Tỉnh Nam Trung (gồm các rạn san hô vòng Thaa và Laamu; thủ phủ là Gan)
- Tỉnh Thượng Bắc (gồm các rạn san hô vòng Haa Alif, Haa Dhaalu và Shaviyani; thủ phủ là Kulhudhuffushi)
- Tỉnh Thượng Nam (gồm các rạn san hô vòng Gaafu Alif và Gaafu Dhaalu Atolls; thủ phủ là Thinadhoo)

Bảy tỉnh gần tương ứng với các phân vùng lịch sử Uthuru Boduthiladhunmathi. Dhekunu Boduthiladhunmathi, Uthuru Medhu-Raajje, Medhu-Raajje, Dhekunu Medhu-Raajje, Huvadhu (hay Uthuru Suvadinmathi) và Addumulah (hay Dhekunu Suvadinmathi).
Ngày 15 tháng 10 năm 2010, chính phủ ban hành danh sách cuối cùng về các khu bầu cử hành chính được thành lập thao Đạo luật Phân quyền. Theo đó, toàn quốc có 184 khu vực bầu cử hành chính. Trong số đó, hai khu vực bầu cử được công bố là "thành phố" theo các tiêu chí về định nghĩa thành phố trong đạo luật này. Hai khu vực bầu cử là Male' và rạn san hô vòng Seenu. Sau một cuộc trưng cầu dân ý, sạn san hô vòng Seenu được đổi tên thành "thành phố Addu". Mỗi thành phố có một một hội đồng thành phố. 181 khu vực bầu cử được tuyên bố là "đảo" theo các tiêu chí xác địch nhóm đảo trong đạo luật này. Các đảo này được gộp thành 18 rạn san hô vòng. Mỗi rạn san hô vòng sẽ có một hội đồng rạn san hô vòng, và mỗi đảo có một hội đồng đảo. Một khu vực bầu cử là Fuvahmulah được tuyên bố là "rạn san hô vòng", và được chia thành tám phương tại cấp khu vực bầu cử "đảo". Mỗi phường sẽ có hội đồng đảo riêng, nằm dưới quyền quản lý của một hội đồng rạn san hô vòng. Fuvahmulah có vai trò là rạn san hô vòng thứ 19 của quốc gia. Do đó tổ chức cuối cùng về phân cấp hành chính gồm 2 thành phố, 189 đảo, 19 rạn san hô vòng.
Mặc dù việc phân quyền cấp tỉnh trước đó đã bị nghị viện bác bỏ, song Tổng thống Nasheed khôi phục khái niệm thông qua "cơ quan quản lý quốc gia". Các cơ quan quản lý quốc gia của Maldives nằm tại các đơn vị giống như các tỉnh trước đây, và các văn phòng tỉnh trước đây được khôi phục thành văn phòng của cơ quan quản lý quốc gia. Các cơ quan quản lý quốc gia có vai trò là phần mở rộng của chính phủ trung ương tại Male', nhằm thiện tiện trong giải quyết các vấn đề cấp vùng. Các cơ quan quản lý quốc gia hoạt động dưới quyền Bộ Nội vụ. Bảy cơ quan quản lý quốc gia là: Thượng Bắc, Bắc, Bắc Trung, Trung, Nam Trung, Thượng Nam và Nam. Mỗi cơ quan do một bộ trưởng nhà nước đứng đầu, do tổng thống bổ nhiệm. Tuy nhiên, toàn bộ bảy văn phòng quốc gia bị chính quyền Waheed bãi bỏ vào năm 2012.

## Phân cấp
Đơn vị hành chính cấp một là các thành phố và rạn san hô vòng. Thành phố là một khu vực dân cư có từ 25.000 dân trở lên. Bộ tiêu chuẩn cũng bao gồm mức độ nhất định về phát triển kinh tế và hạ tầng. Một thành phố sẽ có một "hội đồng thành phố" để quản lý các sự vụ tại địa phương, và duy trì giao thiệp với chính quyền trung ương. Một thành phố sẽ không thuộc một rạn san hô hành chính. Một thành phố sẽ được phân thành các đơn vị gọi là phường hay quận. Hội đồng thành phố sẽ quản lý toàn bộ các đảo không có cư dân hoặc các đảo nghỉ dưỡng trong khu vực được xác định thẩm quyền. Maldives có hai thành phố là Malé và Addu.
Định nghĩa hành chính về "rạn san hô vòng" có khác biệt về ý nghĩa thực tế của từ 'rạn san hô vòng'. Về mặt tự nhiên "rạn san hô vòng" chỉ một vành đai các đảo, song về khái niệm hành chính thì nó chỉ một nhóm khu vực bầu cử cấp "đảo", không nhất thiết phải nằm trong một rạn san hô vòng tự nhiên. Mặc dù đa số các rạn san hô vòng hành chính thực sự là các rạn san hô vòng tự nhiên, song có những ngoại lệ. Mỗi rạn san hô vòng hành chính có một "hội đồng rạn san hô vòng", giám sát hoạt động của các "hội đồng đảo" trong rạn san hô vòng, và giữ giao thiệp với chính quyền trung ương. Một hội đồng rạn san hô vòng cũng cai quản toàn bộ các đảo không có người ở và đảo nghỉ dưỡng trong khu vực của họ. Maldives có 19 rạn san hô vòng hành chính.
Định nghĩa hành chính của một "đảo" khác biệt so với ý nghĩa thực tế của từ "đảo", do nó chỉ một khu dân cư được xác định trong một rạn san hô vòng hành chính, và do một "hội đồng đảo" quản lý. Đa số các khu vực bầu cử cấp đảo thực sự là đảo về tự nhiên, song có 8 trường hợp không phải là đảo theo ý nghĩa tự nhiên. (8 phường của đảo Fuvahmulah về mặt hành chính được nhìn nhận là "đảo"). Maldives có 189 đảo như vậy, mỗi đảo có một hội đồng đảo, ngoại trừ Felivaru, rạn san hô vòng Lhaviyani.

## Đơn vị hành chính cấp một
Rạn san hô vòng
| ISO 3166-2:MV | Chữ hiệu Latin | Mã viết tắt. | Chữ hiệu địa phương | Tên mã       | Tên chính thức               | Thủ phủ        | Dân số (2014) |
| ------------- | -------------- | ------------ | ------------------- | ------------ | ---------------------------- | -------------- | ------------- |
| MV-07         | A              | HA           | ހއ                  | Haa Alif     | Thiladhunmathi Uthuruburi    | Didhdhoo       | 12.939        |
| MV-23         | B              | HDh          | ހދ                  | Haa Dhaalu   | Thiladhunmathi Dhekunuburi   | Kulhudhuffushi | 18.515        |
| MV-24         | C              | Sh           | ށ                   | Shaviyani    | Miladhunmadulu Uthuruburi    | Funadhoo       | 12.091        |
| MV-25         | D              | N            | ނ                   | Noonu        | Miladhunmadulu Dhekunuburi   | Manadhoo       | 10.483        |
| MV-13         | E              | R            | ރ                   | Raa          | Maalhosmadulu Uthuruburi     | U'ngoofaaru    | 14.862        |
| MV-20         | F              | B            | ބ                   | Baa          | Maalhosmadulu Dhekunuburi    | Eydhafushi     | 8.878         |
| MV-03         | G              | Lh           | ޅ                   | Lhaviyani    | Faadhippolhu                 | Naifaru        | 7.905         |
| MV-26         | H              | K            | ކ                   | Kaafu        | Malé Atholhu                 | Thulusdhoo     | 12.166        |
| MV-02         | U              | AA           | އއ                  | Alif Alif    | Ari Atholhu Uthuruburi       | Rasdhoo        | 5.905         |
| MV-00         | I              | ADh          | އދ                  | Alif Dhaal   | Ari Atholhu Dhekunuburi      | Mahibadhoo     | 8.145         |
| MV-04         | J              | V            | ވ                   | Vaavu        | Felidhu Atholhu              | Felidhoo       | 1.601         |
| MV-12         | K              | M            | މ                   | Meemu        | Mulak Atholhu                | Muli           | 4.705         |
| MV-14         | L              | F            | ފ                   | Faafu        | Nilandhe Atholhu Uthuruburi  | Nilandhoo      | 4.119         |
| MV-17         | M              | Dh           | ދ                   | Dhaalu       | Nilandhe Atholhu Dhekunuburi | Kudahuvadhoo   | 5.305         |
| MV-08         | N              | Th           | ތ                   | Thaa         | Kolhumadulu                  | Veymandoo      | 8.901         |
| MV-05         | O              | L            | ލ                   | Laamu        | Haddhunmathi                 | Fonadhoo       | 11.795        |
| MV-27         | P              | GA           | ގއ                  | Gaafu Alif   | Huvadhu Atholhu Uthuruburi   | Villingili     | 8.334         |
| MV-28         | Q              | GDh          | ގދ                  | Gaafu Dhaalu | Huvadhu Atholhu Dhekunuburi  | Thinadhoo      | 11.587        |
| MV-29         | R              | Gn           | ޏ                   | Gnaviyani    | Fuvahmulah                   | Fuvahmulah     | 7.984         |

Thành phố
| ISO 3166-2:MV | Chữ hiệu Latin | Mã viết tắt. | Chữ hiệu địa phương | Tên mã     | Tên chính thức | Thủ phủ   | Dân số (2014) |
| ------------- | -------------- | ------------ | ------------------- | ---------- | -------------- | --------- | ------------- |
| MV-MLE        | T              | -            | -                   | Malé       | Thành phố Malé | Malé      | 129.381       |
| MV-01         | S              | S            | ސ                   | Seenu/Addu | Thành phố Addu | Hithadhoo | 19.319        |